# 男子高校生を養いたいお姉さんの話
『男子高校生を養いたいお姉さんの話』（だんしこうこうせいをやしないたいおねえさんのはなし）は、英貴による日本の漫画。『週刊少年マガジン』（講談社）にて、2018年19号から2022年18号まで連載された。2022年2月時点で累計発行部数は135万部を突破している。

## あらすじ
主人公の男子高校生、空本実の両親はある日、莫大な借金を抱えたまま息子を残し突然蒸発してしまう。マンションに独り取り残され、こわい人に危うく臓器を売られそうになるなど途方に暮れていた実だったが、その彼を救ってくれたのは、隣人である美人で巨乳な『お姉さん』であった。『お姉さん』は実の両親の借金を肩代わりして一括返済しただけでなく、実を自宅に住まわせ、そして異常なまでに崇拝して尽くそうとするのだが、なぜか自分の個人情報は一切明かそうとしない。そんな謎の『お姉さん』に引き気味になりながらも感謝する実は、『お姉さん』との奇妙な同居生活を始めたのだった。

## 登場人物
担当声優は2018年および2020年公開のPVでのキャスト。

### 主要人物
空本 実（そらもと みのる）
声 - 梶原岳人（2018年） / 小野賢章（2020年）
本作の主人公。高校2年生→3年生。7月11日生まれ。身長168センチメートル、体重55キログラム。血液型A型。バスケットボール部所属（補欠）。趣味は読書。
両親が多額の借金を抱えて蒸発したため、「お姉さん」こと詩織に養われることになったが、本当のところ両親が蒸発する前から養われていた模様。詩織の異常なまでの愛情に戸惑っている一方で、自身も詩織に対して異性としての好意を抱いている。真面目で心優しい性格だが、年頃の男の子らしく劣情を催すこともある。
エイプリルフールのネタとして詩織に「宇宙飛行士を目指す」と言ったところ、詩織が真に受けてしまったため引くに引けなくなり、『とりあえず』宇宙飛行士を目指すことになる。その流れで3年次の進級の際に、それまでの文系クラスから理系クラスに理転してしまう。結局は第一志望の大学には合格できず、高校卒業後は別の私学に進学した。
高校卒業後に詩織と結ばれ、詩織が妊娠したこともあり学生ながら結婚。その後も長女・長男と2人の子供に恵まれただけでなく詩織は3人目の子供を妊娠しており、毎年子供が生まれている。
金持 詩織（かねもち しおり）
声 - 佐藤利奈（2018年）
本作のヒロイン。隣室の403号室に住んでいる謎多き美女。かなりの巨乳。6月15日生まれ。血液型O型。
学生時代は陸上部に所属しており、足が速い。当初は過去の写真に名前が写っていればそこを塗りつぶし、宅配便も偽名で届けてもらうなど、「名前を呼ばれたら死んでしまう（ほど恥ずかしい）」ので自身のことは一切明かさなかった。ただ、冴恵の両親によると、年齢は20代、職業は「若い人が就けるものではない（特殊な仕事）」で、本人は電話口で相手と「撮影が…」と話していたことがあった。クレジットカードはブラックカードを保有しており（カードはしっかりと名前の部分だけ隠している）、相当の資産があるものとみられる。
実を異常なまでに愛しており、その愛情の深さは崇拝レベルで触れることすら畏れ多く感じているほど。実のことは当初は溺愛っぷりからちゃんと言えず「みのりゅ君」と噛んでいた（但し実が目の前にいなければちゃんと「みのる」と言える）が、のちに実を前にしても「実君」と言えるようになった。
下の名前が判明するまでは「お姉さん」と呼ばれていた。実が愛用していた栞を無くしてしまい探していた時に「しおり」という言葉に反応したため、59話にて下の名前が「しおり」であることが判明。208話にて名字が判明し、209話にてフルネームでの漢字表記が判明した。身長は実よりやや小さいくらいなので、160センチメートル台の前半あたり。体重は262話にて本人が告白したが、作者の良心により伏せられた。のち年齢も26歳（花より一つ年下）であることが判明した。
325話で、正体は学生時代に直樹賞を受賞した人気ミステリー作家であり実も大ファンだと言う鳴尾瀬ミチコ（なりおせ みちこ）であることが判明する。なお、鳴尾瀬ミチコは、自身の名前を入れ替えたペンネームである。
実と結婚後、2人の子供を出産、そしてなお3人目を妊娠中。結婚式の費用だけでなく、新築マイホームの一軒家の購入費用も全て詩織が持った。担当からも、実と結婚してからはまた作品が面白くなったと評される。

### 実の友人・知人たち
臥田 涼介（ふしだ りょうすけ）
実の幼なじみで、同じくバスケットボール部に所属する親友。胸の大きい年上の女が好み。詩織が実にぞっこんであるために、嫉妬している。4月26日生まれ、身長172センチメートル、血液型B型。余計な一言が多く、女性陣から殴られたり蹴られたりする。
天達 冴恵（あまたつ さえ）
詩織と実が住む403号室の隣の、404号室に住む小学4年生。おでこのリボンが特徴。両親が警察官であり、自分も将来はそうなりたいと思っている。そのためか、小学生とは思えないしっかり者だが、お化け屋敷は苦手。詩織や花のことで悩みの絶えない実に年下ながらアドバイスすることもしばしばだが、無表情ながら例え方が小学生の発言とは思えないほどゲスいため実はドン引きしている。実らが住む403号室に堂々と入って急に現れ、好き勝手に思ったことをコメントするだけして去っていくこともしばしばで、神出鬼没。9月5日生まれ、身長138センチメートル、血液型AB型。
単行本最終巻の最後に掲載された、最終回後の後日談の話では、中学生になってからも放課後にセキュリティをかいくぐって実と詩織の自宅に勝手にお邪魔して二人の子供と遊んでおり、本編では一切見せなかった笑顔を見せている。なお、冴恵によると、本編では登場しなかったが兄がいる（ただ、その後日談では、実が冴恵のことを「ひとりっ子」と言っており齟齬がある）。
冴恵の両親も時々揃って登場する。ともに警察官という立場もあってか詩織の本当の年齢や職業を知っているが、実には明かさない。いつの間にか、夫婦揃って冴恵とともに実らの403号室に突然現れることも多くなった。
穂坂 夏樹（ほさか なつき）
実のクラスの担任の男性教師で、所属するバスケットボール部の顧問でもある。実の努力家なところを認め、頼りにしているため、詩織ののろけ相手に選ばれてしまった。その後、詩織とは実の学校生活での観察日記で情報交換をするようになるなど詩織に感化されてしまっている。8月20日生まれ、28歳、身長177センチメートル、体重68キログラムくらい、血液型O型。
黒澤 美乃里（くろさわ みのり）
実のクラスメイトでバスケットボール部の女子マネージャー。実に片想いしており、実に近付きたいという理由でバスケットボール部のマネージャーになった。最初、詩織と実は本当の姉弟（きょうだい）だと信じ込んでいたが、188話でそれが間違いであったことを知り、それからは詩織（に加えて花も）をライバル視しているが、貧乳がコンプレックス。料理は下手で不味いが上手くなろうとしている。実が電車通学している途中に痴漢の疑いをかけられた時には、（こっそりと）撮影したその電車内での実の画像を警察に見せて実の無実を晴らしたものの、あまりの画像の多さに、逆に自身がストーカー疑惑をかけられてしまう。1月12日生まれ、身長158センチメートル、血液型A型。
大学生となってからは、自身の料理動画が大ヒット、人気YouTuberとなり巨万の富を築いている。

### その他
空本 花（そらもと はな）
実のいとこで社会人。美人でそこそこ巨乳。ややきつい性格（かつ手が出ることも）で昔から強引なところがあるため、実は少々苦手としているが、花自身は実に対して親族以上の感情を抱いている。詩織に養われている実を引き取ろうと画策し、空本家の借金のカタとして取られた402号室を買い戻し、そのままそこで暮らし始めた。ロクに連絡を取っていない実とは違い、なぜか実の両親（花から見て叔父・叔母）とはすぐ連絡がつく。のち実に告白するも、実に断られたことで寂しさを紛らわすため、偶然見つけた捨て猫を保護し「実」と名付けて飼い始めた。その後は松岡とちょっと関係が深まり、松岡が高校を卒業してから交際し出した。12月1日生まれ、27歳、身長160センチメートルくらい、血液型B型。
松岡 太陽（まつおか たいよう）
理転した実の、3年次でのクラスメイト。元から理系クラスにいたためか思考がコンピューターのように0か1のどちらかでハッキリとした性格で、喜怒哀楽も少ない。また、実など他人にもそれを押し付ける傾向がある。部活はしていない。突然現れてアドバイスすることもしばしば。高校卒業後は花と交際しているが、喜怒哀楽が少ない性格が災いして気持ちのすれ違いがあり、進展しているのかどうか分からない状態。12月20日生まれ、身長169.5センチメートル、体重56キログラム、血液型O型。
実の両親
莫大な借金と実を残したまま、二人で突然蒸発。その後借金は詩織が肩代わりしてくれたこともあり何とかなったが、いきなりブラジルに行くことにし、実も誘って空港まで来るよう言うも、最終的に実は自身の判断で詩織に養ってもらうことを決める。ブラジルに行ったのち、ベトナムで暮らしている。作中では当初は実との電話越しでの会話で登場、その後は何回か実際に登場するが「姿を見せるとやばい」という理由で二人とも全身ウサギの着ぐるみを着たまま実と会っている（街中も堂々と着ぐるみで出歩いている）。

## 書誌情報
- 英貴 『男子高校生を養いたいお姉さんの話』 講談社〈講談社コミックス〉、全13巻
  1. 2018年8月17日発行（同日発売[7]）、ISBN 978-4-06-512197-9
  2. 2018年11月16日発行（同日発売[8]）、ISBN 978-4-06-513397-2
  3. 2019年3月15日発行（同日発売[9]）、ISBN 978-4-06-514441-1
  4. 2019年7月17日発行（同日発売[10]）、ISBN 978-4-06-515689-6
  5. 2019年11月15日発行（同日発売[11]）、ISBN 978-4-06-517352-7
  6. 2020年3月17日発行（同日発売[12]）、ISBN 978-4-06-518520-9
  7. 2020年7月17日発行（同日発売[13]）、ISBN 978-4-06-520107-7
  8. 2020年11月17日発行（同日発売[14]）、ISBN 978-4-06-521252-3
  9. 2021年3月17日発行（同日発売[15]）、ISBN 978-4-06-522217-1
  10. 2021年7月15日発行（同日発売[16]）、ISBN 978-4-06-524031-1
  11. 2021年10月15日発行（同日発売[17]）、ISBN 978-4-06-525139-3
  12. 2022年2月17日発行（同日発売[18]）、ISBN 978-4-06-526891-9
  13. 2022年5月17日発行（同日発売[19]）、ISBN 978-4-06-527910-6